# Washington megye (Kansas)
Washington megye az Amerikai Egyesült Államokban, azon belül Kansas államban található. Megyeszékhelye és legnagyobb városa Washington. Lakosainak száma 5530 fő (2020. április 1.). Washington megye Jefferson, Riley, Clay, Gage, Marshall, Thayer, Cloud és Republic megyékkel határos.

## Népesség
A megye népességének változása:
| Lakosok száma | 5799 | 5859 | 5749 | 5629 | 5598 | 5530 |
|               | 2010 | 2011 | 2012 | 2013 | 2015 | 2020 |